# حسن‌لر
حسن‌لر (ترکی آذربایجانی: Həsənlər) یک منطقهٔ مسکونی در جمهوری آرتساخ است که در استان شاهومیان واقع شده‌است.